# Szűcs Mihály (labdarúgó)
Szűcs Mihály (Budapest, 1970. január 5. –) négyszeres magyar bajnok labdarúgó, hátvéd, középpályás.

## Pályafutása
1981-ben tizenegy évesen kezdte a labdarúgást a Ferencvárosban. 1988-ban lett tagja az első csapat keretének. 1989 júliusában játszott először hivatalos mérkőzésen a Fradiban, Telek Andrással és Vanicsek Zoltánnal együtt. 1990 ősztől, egy éven át az NB III-as Honvéd Hargita csapatában játszott sorkatonai szolgálata alatt.
Bajnoki mérkőzésen először Nyilasi Tibor szerepeltette. 1992. május 16-án csereként állt be az Üllői úton, a Tatabánya elleni mérkőzésen, ahol 3-1-es Fradi győzelem született és így tagja lett az 1991–92-es bajnokcsapatnak. Folyamatosan meg kellett küzdeni a kezdőcsapatba kerülésért. 1995-ben a több játéklehetőség miatt kölcsönben a III. kerületi TVE együttesében játszott. A Ferencváros idő előtt visszahívta, mert a BL csoportkörbe jutott csapatot sérülések és eltiltások sújtották. Négy BL mérkőzésen szerepelt, köztük a Grasshopper elleni győztes meccsen Zürichben.
1999-ben az FTC csapatkapitánya volt. 2001-ig 312 mérkőzésen szerepelt a Fradiban, ebből 241 volt tétmérkőzés (175 bajnoki, 30 nemzetközi, 36 hazai díjmérkőzés) és 2 gólt szerzett (1 bajnoki, 1 egyéb). Egyetlen bajnoki gólját az Újpest ellen lőtte az 1997-98-as idényben.
A Ferencvárossal négyszeres bajnok, kétszeres bajnoki második és harmadik helyezett, háromszoros magyar kupa győztes és szuperkupa győztes.
2001. április 22-én szerepelt utoljára Fradiban a Győri ETO elleni bajnokin Győrben, amely 0-0-s döntetlennel zárult. Mivel Csank János nem tartott igényt a játékára, ezért Tatabányára igazolt, ahonnan a szombathelyi Haladáshoz került, majd Pápán játszott. A 2005-06-os idényben az másodosztály Budafokban fejezte be labdarúgó-pályafutását.
2012 nyarától  a Soroksár szakmai igazgatója, majd sportigazgatója, 2015-től ügyvezetője volt. Innen 2017-ben távozott.
2017 tavaszától 2018 májusáig a Nyíregyháza Spartacus FC sportigazgatója volt.
2022 nyarától az NB II-es Soroskár SC ügyvezetője lett.

## Sikerei, díjai
- Magyar bajnokság
  - bajnok: 1991–92, 1994–95, 1995–96, 2000–01
  - 2.: 1997–98, 1998–99
  - 3.: 1992–93, 1996–97
- Magyar kupa
  - győztes: 1993, 1994, 1995
- Magyar szuperkupa
  - győztes: 1993, 1994, 1995